# دوناتو برامانتي

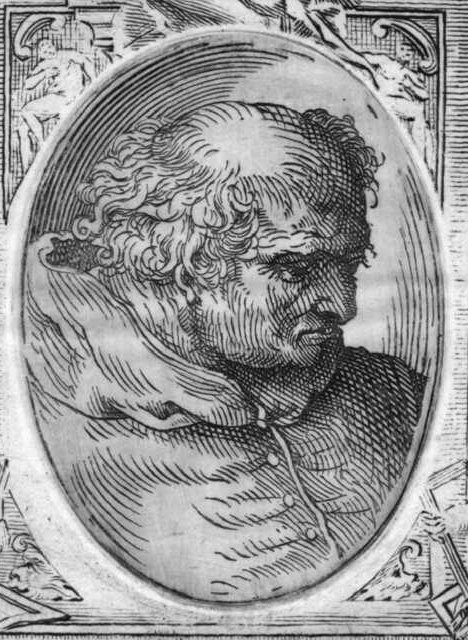
برامانتي

دوناتو برامانتي ( 1444 م - 1514 م ) .

مهندس معماري إيطالي .
( [ كان دوناتو برامانتي - واسمه الأصلي دوناتو دانيولو برامانتي - أحد أبرز المهندسين المعماريين في ذروة عصر النهضة . عمل في ميلانو في شمالي إيطاليا ، وفي روما حيث كان في خدمة الباوين الكسندر بورجيا ويوليوس الثاني . وكان من أهم الأعمال التي كلِّف امجازها إعادة تصميم كاتدرائية القديس بطرس إلا إن العمل فيها لم يبلغ شوطاً بعيداً قيل أن يقضي سنة 1514 م ] ) .
دوناتو برامانتي (بالإيطالية: Donato Bramante) (تولد 1444- 11 مارس 1514) كان مهندساً معمارياً إيطالياً قدم طراز بدايات عصر النهضة إلى ميلانو ونمط عصر النهضة العليا إلى روما حيث أشهر تصماميمه كاتدرائية القديس بطرس.

## روابط خارجية
- دوناتو برامانتي على موقع الموسوعة البريطانية (الإنجليزية)
- دوناتو برامانتي على موقع إن إن دي بي (الإنجليزية)